# 曾庆洪
曾庆洪（1961年—），广东河源人，中华人民共和国企业家，现任广汽集团董事长。

## 生平
毕业于广东省委党校经济管理专业，是中共党员。
1979年12月在广州汽车修理厂担任汽车修理工人，1980年9月至1984年7月就读于广东电大全日制机械制造专业，电大毕业后进入广州客车厂任技术员、助理工程师，后任底盘技术组组长至1990年，其后被公派至日本进修汽车专业，1991年7月回到广州客车厂任技术科工程师。1993年7月在广州市金宝马客车实业公司任总经理助理兼综合部部长，后任副总经理，1995年12月任广州广客汽车集团有限公司副董事长兼常务副总经理，1999年7月任广州本田执行副总经理，2005年6月成立广汽股份后任广汽股份副董事长兼总经理，并辞去广本常务副总经理职务。
2008年获选为第十一届全国人民代表大会广东地区代表、第十三届全国人大代表。2013年6月出任广汽集团总经理。